# Человек-акула
«Человек-акула» (англ. Hammerhead: Shark Frenzy) — американский фильм ужасов 2005 года, режиссёром фильма выступил Майкл Обловитц. Фильм был выпущен телеканалом «Syfy Universal» и является типичным представителем жанра категории B. Премьера фильма состоялась 18 июня 2005 года на телеканале «Syfy Universal». Фильм был выпущен на DVD в 2005 и 2009 году.

## Сюжет
Эксцентричный доктор Престон Кинг не может смириться с тем, что его сын Пол умер 5 лет назад от рака почек. При помощи команды врачей-энтузиастов, на тайном, хорошо охраняемом острове он проводит свои эксперименты по скрещиванию разных животных, особенно его заинтересовывает акула-молот.
Его исследованиями заинтересовывается медицинская мега-корпорация, которая посылает к Кингу команду из своих людей. В их числе биолог Амелия Локхарт, которая когда-то была невестой Пола, и её новый любовник, Том Рид. Кроме того, с ними едут глава корпорации, Уитни Федер и его молодая любовница.
Доктор Кинг рассказывает о своём изучении стволовых клеток, о том, что его исследования, вероятно, помогут человечеству победить любую форму онкологических болезней. ДНК акулы-молота привлекла его особенно сильно, ибо эти животные никогда не болеют, имеют сильные клетки и наиболее готовы для генерации с человеческим организмом. Кинг показывает им своего мутанта — он «воскресил» Пола, скрестив его с акулой. Мутант агрессивен, туп и неуправляем, но Кинг надеется, что если сын пройдёт спаривание с женщиной, то мутант станет человеком и обзаведётся потомством.
Гости против этого, но Кинг запирает их и велит своим солдатам охранять пленников. Однако тем удаётся бежать из лаборатории, на свободу вырывается и Пол. Всё это очень плохо, так как Пол может умереть без регулярных инъекций, кроме того, он убивает всех без разбору, в том числе и солдат-наёмников, работающих на Кинга. Амелия и её друзья пытаются уйти с острова. Большую часть их команды убивает Пол, кроме того, Том и Федер убивают множество наёмников Кинга. Под самый конец из пленников остаются в живых только Амелия и Том, а из команды лаборатории уцелели лишь доктор Кинг и Пол. Им предстоит жестокая схватка за выживание.

## В ролях
- Хантер Тайло
- Джеффри Комбс
- Уильям Форсайт
- Райчо Василев

## Отзывы
- Джон Кондит («Dread Central») раскритиковал фильм за изобилие клише и слабое развитие главного антагониста, кроме того, он отметил: «…скучные главные герои, нелогичная наука, монстр, которому каким-то образом удается всегда оказаться в нужном месте в нужное время, непоследовательные спецэффекты и т. д.»[2].
- Сайт Popcorn Pictures.com: «У вас есть нелепый сюжет, но вполне смотрибельный B-фильм, который, к сожалению, подведен рядом клише и ощущением того, что вы слишком застенчивы, чтобы принять его нелепость…»[3].
- Сайт Horror.net: «…хороший и глупый фильм о монстрах, категории B»[4].